# Lars Windfeld
Lars Windfeld (Ribe, 3 ottobre 1962) è un dirigente sportivo ed ex calciatore danese, di ruolo portiere.

## Carriera

### Giocatore

#### Club
In virtù delle sue prestazioni, nel 1995 ha ricevuto il premio Det Gyldne Bur, riservato al miglior portiere del campionato danese.
Il 30 settembre 1997 ha giocato la partita valida per i trentaduesimi di finale della Coppa UEFA, in cui il suo Aarhus ha fatto visita al Nantes: dopo il 2-2 dell'andata, la compagine danese si è imposta con il punteggio di 0-1 nella sfida di ritorno, allo stadio della Beaujoire, eliminando la formazione transalpina. La prestazione di Windfeld nella partita è stata premiata con un 10 in pagella dal quotidiano L'Équipe, diventando il quarto calciatore della storia a riuscirci.

#### Nazionale
Windfeld ha giocato una partita per la Danimarca B: il 13 agosto 1996 è stato infatti capitano nella sfida pareggiata per 0-0 contro la Svezia B, in un'amichevole disputata ad Uddevalla.

### Dopo il ritiro
A febbraio 2005, Windfeld è stato nominato amministratore delegato dell'Aarhus. La società era infatti in difficoltà finanziaria e aveva quindi rivoluzionato i vertici societari. A novembre 2008, Windfeld è stato costretto ad uno stop di due mesi a causa del troppo stress. Ha lasciato definitivamente l'incarico a marzo 2009, dopo che l'Aarhus ha dovuto affrontare un'altra crisi economica nella seconda metà del 2008.
Successivamente è stato sotto indagine della polizia per la condotta delle sue iniziative imprenditoriali, ma tutte le accuse sono state ritirate nel giro di pochi giorni.